# Eufentonia nihonica
Eufentonia nihonica är en fjärilsart som beskrevs av Alfred Ernest Wileman 1911. Eufentonia nihonica ingår i släktet Eufentonia och familjen tandspinnare. Inga underarter finns listade i Catalogue of Life.